# Xã Addison, Quận Gallia, Ohio
Xã Addison (tiếng Anh: Addison Township) là một xã thuộc quận Gallia, tiểu bang Ohio, Hoa Kỳ. Năm 2010, dân số của xã này là 2.197 người.